# 葛生化石館
葛生化石館（くずうかせきかん）は、栃木県佐野市葛生地区にある自然史系博物館である。

## 概要
1979年、葛生町郷土資料室として発足。2004年度、学芸員を配置。2005年度、博物館登録、改装開館した。
葛生地域やその周辺には、古生代ペルム紀に古太平洋の真ん中に位置していた海底火山上のサンゴ礁で形成された大きな石灰岩体で、2009年に日本の地質百選に選定された「葛生石灰岩（鍋山石灰岩）」が分布し、その標本などを軸に展示が構成されている。
常設展示は、アンモナイトなど中生代の化石、フズリナやウミユリを始めとするペルム紀の化石、日本全国の石灰石、石灰岩地帯の鍾乳洞や地面の裂け目（裂罅）から出土した新生代第四紀の脊椎動物化石などである。企画展示も行われる。
同地域で発見されてきた古生物の生物相は「葛生動物群」として知られ、ニッポンサイ、バイソン、サイガ、カモシカ、ヤベオオツノジカ、ニホンムカシジカ、ジャコウジカ、ナウマンゾウ、トウヨウゾウ、ライデッカーイノシシ（大型のイノシシの仲間）、クズウテン（ムカシテン）、クズウイタチ（イタチ）、クズウアナグマ（ムカシアナグマ）、タナカグマ（クマ）、タイリクオオカミ、ドール属（アカオオカミ）、ヒョウ、タイワンヤマネコ、ニホンハナガメやミヤタハコガメなどのカメ、葛生地区に因んで命名された三葉虫（ Pseudophillipsia kuzuensis）や腕足動物（Metriolepis kuzuensis）、新種の腕足動物「クーペリナ・ニッポニカ」などが発見されており、当館にも多数の標本が所蔵されている。これらの他にも、不確実ながらもアカシカまたはワピチの可能性もある化石も発見されている。中でもニッポンサイの全身骨格化石、関東地方初のバイソンの化石、世界最小のナウマンゾウの化石などが特色である。
毎年市内の山林で化石採集教室が実施されており、フズリナ、ウミユリ、腕足類、コケムシ、サンゴなどの化石を見つけることができる。
佐野市立葛生図書館と同一建物にあり、佐野市役所葛生庁舎、佐野市立葛生伝承館、佐野市立吉澤記念美術館、栃木県石灰石工業会館などに近接している。

## アクセス
- 東武佐野線葛生駅より徒歩8分、または、北関東自動車道佐野田沼インターチェンジより15分[2]。入館無料。

## その他
- 佐野市では出流原町などからも多様性に富んだ古生物の化石群が出土しており、イシガメ（ヤベイシガメ Clemmys yabei）、ヤベオオツノジカ、トガリネズミ科（シカマトガリネズミ Shikamainosorex densicingulata）、ジネズミ（ニホンモグラジネズミ Anourosorex japonicus）、ステゴドン、タイリクオオカミなど多岐に渡る種類が産出している[18]。
- 佐野市千波町大釜地区のペルム紀の石灰岩から新種の腕足動物の化石を、学芸員研究チームが発見した。2010年頃から採集し2016年に発表。学名は「Acritosia ogamensis」[19]。
- 近隣には鍾乳石で知られる宇津野洞窟、石灰石鉱山の眺望が特色の羽鶴峠、化石の探索が可能な嘉多山公園などがあり、化石採集教室や「くずう原人まつり」などのイベントも開催されている[2]。